# Pollenia arvorum
Pollenia arvorum är en tvåvingeart som först beskrevs av Robineau-desvoidy 1863.  Pollenia arvorum ingår i släktet vindsflugor, och familjen spyflugor.
Artens utbredningsområde är Frankrike. Inga underarter finns listade i Catalogue of Life.